# Aeropuerto de Golfito
Aeropuerto de Golfito är en flygplats i Costa Rica.   Den ligger i provinsen Puntarenas, i den sydöstra delen av landet, 170 km sydost om huvudstaden San José. Aeropuerto de Golfito ligger 19 meter över havet.
Terrängen runt Aeropuerto de Golfito är lite kuperad. Havet är nära Aeropuerto de Golfito åt sydväst. Runt Aeropuerto de Golfito är det glesbefolkat, med 18 invånare per kvadratkilometer. Närmaste större samhälle är Golfito, 9,4 km sydost om Aeropuerto de Golfito. I omgivningarna runt Aeropuerto de Golfito växer i huvudsak städsegrön lövskog.